# Milharado
Milharado é uma povoação portuguesa sede da Freguesia de Milharado do Município de Mafra, freguesia com 24,43 km² de área e 7645 habitantes (censo de 2021), tendo, por isso, uma densidade populacional de 312,9 hab./km².

## História
A Freguesia do Milharado, que outrora foi parte integrante do extinto município de Enxara dos Cavaleiros, pertence actualmente ao município de Mafra e constitui-se como uma das poucas freguesias portuguesas territorialmente descontínuas, consistindo em duas partes de extensão muito diferente: uma parte principal (cerca de 85% do território da freguesia, contendo a maior parte dos lugares da freguesia) e um exclave a oeste-noroeste (lugares de Jerumelo e Casal de Vale Bois), separada da parte principal pelas freguesias de Venda do Pinheiro, do mesmo concelho, e Sapataria, do vizinho concelho de Sobral de Monte Agraço. A existência deste exclave deve-se à criação, em 1985, da (entretanto extinta) freguesia da Venda do Pinheiro, cujo território foi desanexado da de Milharado (até então, a maior freguesia do município).
As raízes históricas da freguesia do Milharado recuam longe no tempo, como o demonstram os vestígios neolíticos (Tolo da Tituária), calcolíticos e romanos (Rólia).
De características profundamente rurais, destaca-se pela produção agrícola, bem como pela pecuária, que a transforma numa das principais abastecedoras de carne de porco de Lisboa.
A Festa de Nossa Senhora do Bom Sucesso acontece na Póvoa da Galega, no terceiro domingo de Setembro, e a Sobreira acolhe, no terceiro domingo de Julho, a Festa de Santa Ana, cujas origens se perdem no tempo.
A sede da Freguesia, Milharado, organiza a 29 de Setembro a Festa de S. Miguel, padroeiro dos tanoeiros, esgrimistas, doceiros, merceeiros, local onde encontramos a Igreja seiscentista de S. Miguel. 
Milharado é igualmente conhecido a nível nacional graças às equipas de futsal e de ciclismo do ACD Milharado, fundamentalmente nos escalões jovens de ambas as modalidades. Estas ao longo das últimas décadas têm obtido com regularidade diversos títulos. No caso do ciclismo têm conseguido diversos títulos quer em campeonatos nacionais, quer em provas internacionais, detendo com regularidade um nº substancial de atletas na seleção nacional.

## Demografia
A população registada nos censos foi:
Nota: Com lugares desta freguesia foi criada, pela Lei n.º 88/85, de 4 de Outubro, a freguesia de Venda do Pinheiro.
| Ano  | 0-14 Anos | 15-24 Anos | 25-64 Anos | > 65 Anos |
| 2001 | 969       | 732        | 2902       | 648       |
| 2011 | 1489      | 723        | 3955       | 856       |
| 2021 | 1356      | 969        | 4202       | 1118      |

## Património
- Igreja de São Miguel (Milharado) e cruzeiro do adro

## Aldeias da Freguesia
- Brejos da Roussada
- Cachoeira
- Calvos
- Casais da Serra
- Casal de Vale Bois
- Jerumelo
- Milharado
- Moinho do Rei
- Póvoa da Galega
- Presinheira
- Ratoeiras
- Ribeira
- Ribeiradas
- Rólia
- Roussada
- Santa Ana
- Quinta Velha
- Semineira
- Sobreira
- Tituaria
- Vale de S. Gião
- Vila de Canas